# Graphis epimelaeana
Graphis epimelaeana är en lavart som beskrevs av Müll. Arg. Graphis epimelaeana ingår i släktet Graphis och familjen Graphidaceae.   Inga underarter finns listade i Catalogue of Life.